# Juan Antonio Gallardo y Rivero
Juan Antonio Gallardo y Rivero (n. 1806) fue un político, militar y traductor español del siglo XIX, alcalde de Toledo.

## Biografía
Nació en la localidad pacense de Campanario el 25 de octubre de 1806, estudió primeras letras y latinidad con el mismo preceptor con que lo hicieron su padre, su tío y su hermano Diego Leonardo. A la edad de trece años fue enviado por su madre y parientes, pues su padre se encontraba preso por entonces, a consecuencia de unos presuntos delitos políticos en el castillo de Villaviciosa de Odón, a cursar estudios mayores, que realizó entre 1819 y 1821, año en que se decidió a seguir la carrera de artillería. Continuó los estudios correspondiente a dicha arma en Badajoz, hasta que, declarada la guerra con Francia en 1823, se tuvo que incorporar en Valencia de Alcántara al colegio de artillería. Instalado el Colegio en Badajoz, y recrudecida la guerra, se incorporó a una de las baterías rodadas el 11.º cuerpo de ejército y participó en la acción de Puerto de Miravete, que dirigió el general Francisco Plasencia.
Permaneció en Badajoz hasta la capitulación de la ciudad y se retiró a Campanario hasta marzo de 1824, cuando marchó a unirse con su padre a Alburquerque. Cruzó la frontera pasando la Codosera y tomando refugio en la feligresía de la Esperanza y más tarde en la aldea de Santa Eulalia, desde donde fue enviado a Lisboa, en cuyo puerto se embarcó junto con José María de Ulloa en un buque de vela escocés el 14 de agosto de 1824. A los treinta y dos días de navegación llegó al puerto de Gravesend, en el Támesis, y desembarcó en Londres. Fue enviado por mediación de su protector Juan José García Carrasco al colegio-pensión de Benjamin Jackun en Leeds, para que aprendiera francés o inglés. Posteriormente fue enviado a otro colegio en Bristol. Trabajó en Inglaterra hasta 1829, cuando, habiendo enfermado de gravedad, se le aconsejó abandonar el país. Marchó a Marruecos, donde permaneció hasta 1830, pasó a Gibraltar y de ahí a Cádiz, donde trabajó en una casa de comercio, y a Madrid. Tras la muerte de su padre, contador de rentas en Cáceres, pasó a desempeñar su destino, y fue nombrado después administrador de rentas de Alcázar de San Juan y más adelante de Antequera. Visitador de Puertas de Toledo, posteriormente fue ascendido a contador de bienes nacionales en la provincia de Toledo y a contador de la Hacienda Pública.
Fue dos veces alcalde de Toledo y otras dos diputado provincial. Miembro correspondiente de la Real Academia de la Historia, perteneció también a la Sociedad Económica Matritense y a la de Toledo, además de ser vocal de la Junta de Agricultura, Industria y Comercio de la provincia de Toledo e individuo de la Comisión informadora para el mejoramiento de la clase obrera. Colaboró en diversos periódicos de Madrid, Toledo y Cádiz y tradujo gran número de obras del francés y el inglés. Estuvo afiliado siempre a partidos políticos liberales.